# Pratt & Whitney PW6000
Pratt & Whitney PW6000 — турбовентиляторные реактивные авиационные двигатели высокой степени двухконтурности. Тяга двигателей составляет от 82 до 109 кН. Построенный Pratt & Whitney, двигатель используется на самолетах Airbus A318.

## История

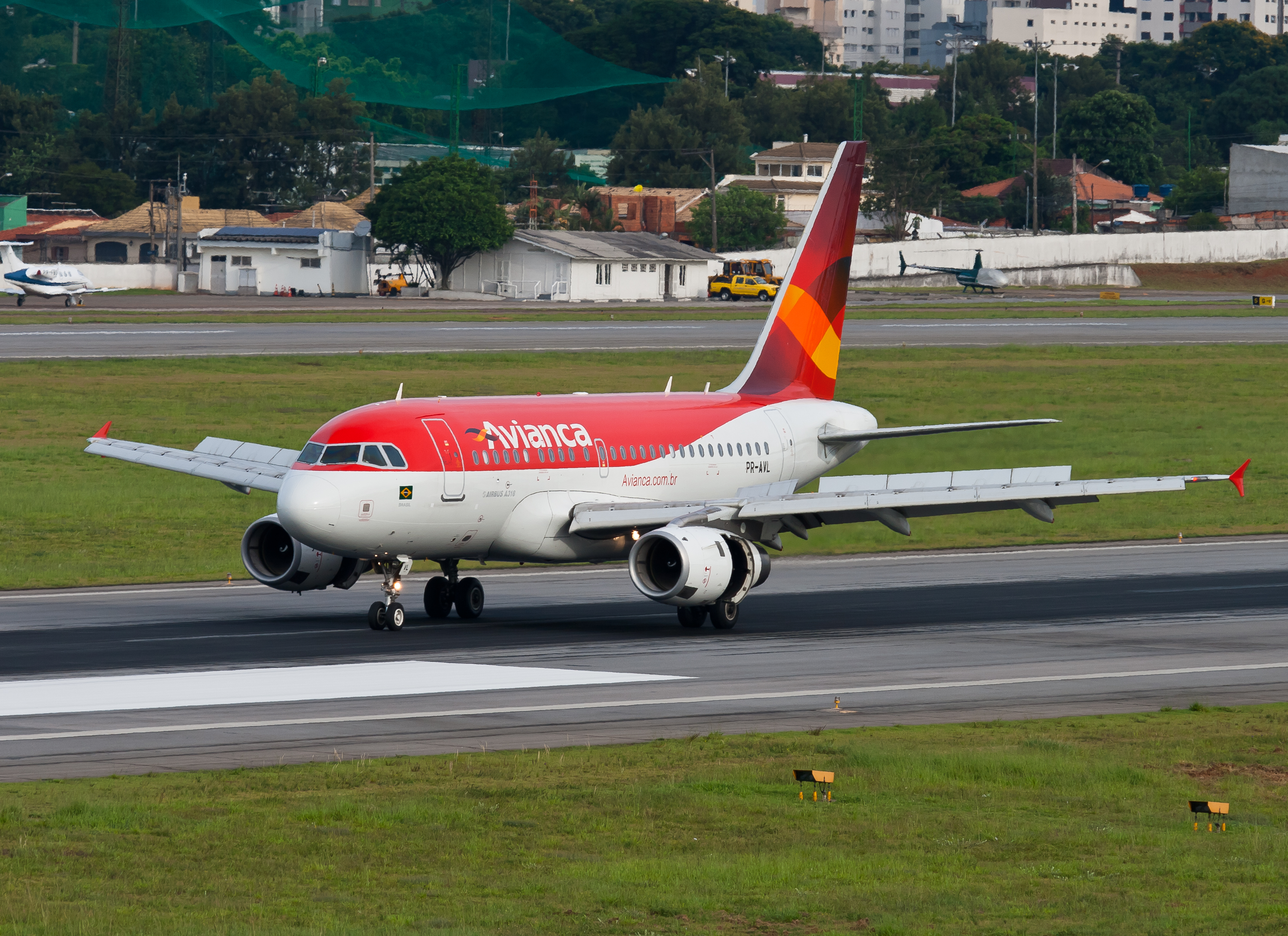
Airbus A318, оборудованный PW6000

По проекту Pratt & Whitney, двигатель должен был отличаться простотой конструкции, что значительно сокращает расходы на техническое обслуживание и делает его меньшим по массе и экономичным по расходу топлива. Тем не менее, тесты показали, что ранние разработки с 5-ступенчатым компрессором высокого давления не отвечают заданным требованиям экономичности. В итоге, многие из заказчиков двигателя меняли выбор на CFM International CFM56-5. Некоторые заказчики выбирали ранние аэробусы. Для решения проблемы был использован 6-ступенчатый компрессор высокого давления, разработанный MTU Aero Engines, и позволивший достичь обещанной производительности. Так, производством компрессоров высокого давления и турбины низкого давления занялась немецкая компания.
Двигатель совершил свой первый успешный полет длительностью 1 час 20 минут на испытательном самолете 21 августа 2000 года в районе международного аэропорта «Платтсбург». Сборкой двигателя занимается MTU Aero Engines в городе Ганновер.
15 августа 2005 года авиакомпанией LAN Airlines был подтвержден заказ на 34 двигателя PW-6000 для оснащения 15 самолетов Airbus A318 (30 для установки и 4 запасных). Кроме того, LAN подписала договор с Pratt and Whitney на оснащение двигателями дополнительно 25 самолетов, и если у LAN появляются эти самолеты, будет подтвержден заказ на 56 двигателей (50 установочных и 6 запасных).
До этого, компанией LAN самолеты Airbus A318 оснащались двигателями CFM56-5, и по состоянию на декабрь 2005 года из 84 двигателей CFM56-5 всего 28 работают.